# Sant Celoni
San Celoni, también conocido como Sant Celoni, y San Celoní es una localidad y municipio español situado en la parte este de la comarca del Vallés Oriental, en la provincia de Barcelona, comunidad autónoma de Cataluña. Limita con los municipios barceloneses de Gualba, Campíns, Fogás de Monclús, Santa María de Palautordera, Vallgorguina, San Acisclo de Vallalta, San Cipriano de Vallalta, Tordera y Fogás de Tordera, y con los municipios gerundenses de San Felíu de Buxalleu y Riells y Viabrea. 
Se encuentra a medio camino entre Barcelona y Gerona, en el eje de comunicaciones (carretera, autopista y ferrocarril) que comunica Barcelona con Francia a través de La Junquera.
Además, este se sitúa a los pies del Montseny y del Montnegre, unos espacios de gran riqueza y belleza paisajística, en la cuenca del río Tordera.

## Demografía
Sant Celoni cuenta con una población de 18 761 habitantes (INE 2024).
| Gráfica de evolución demográfica de San Celoni entre 1842 y 2021 |
| |
| Población de derecho según los censos de población del INE. Población de hecho según los censos de población del INE.En estos censos se denominaba San Celoní: 1842, 1857, 1860, 1877, 1887, 1897, 1900, 1910, 1920, 1930, 1940, 1950, 1960, 1970 y 1981. Entre el censo de 1930 y el anterior, crece el término del municipio porque incorpora a Montnegre y Olzinellas. |

## Comunicaciones
La autopista AP-7, la carretera C-35 y el ferrocarril (cercanías Barcelona y regionales de media distancia) conectan a Sant Celoni con el resto de Cataluña. Además posee una red de servicio de bus urbano e interurbano que la mantiene en contacto permanente con los alrededores. Desde 2007 ya está operativo el reformado acceso a la autopista, lo que evita colapsos en horas puntas, y desde 2010 la nueva puerta Sur junto al centro comercial de reciente construcción, que ha mejorado el enlace del centro del pueblo con la C-35 mediante la construcción de un nuevo puente bajo el ferrocarril.

## Arquitectura

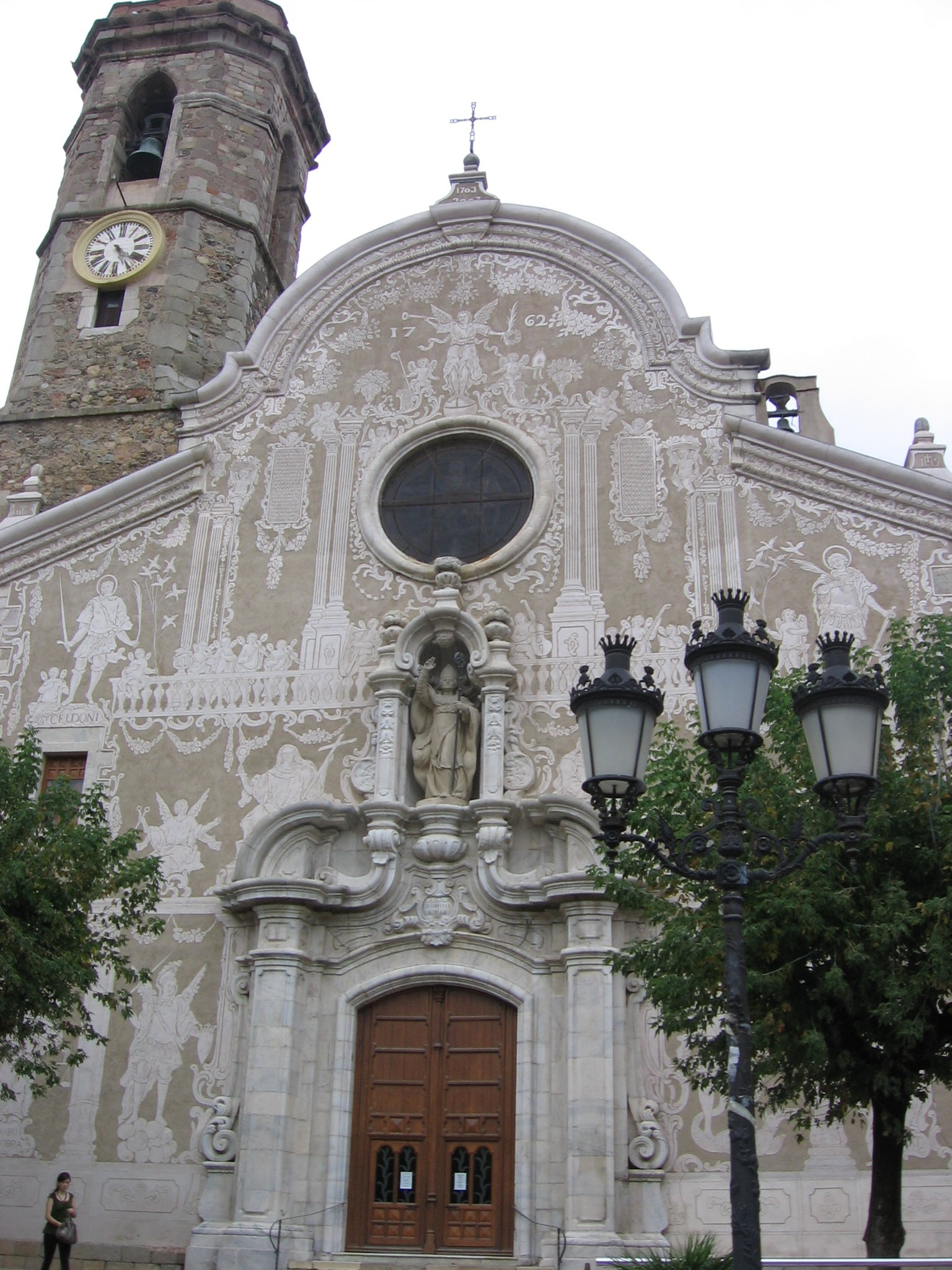
Iglesia de San Martín

- La iglesia de San Martín, inaugurada en 1703, presume de tener en la fachada uno de los mayores murales barrocos con esgrafiados de Cataluña (1762). Se ha reparado recientemente y se puede admirar en la plaza de la Iglesia. El pórtico está trabajado en mármol. En el ábside central hay una imagen de San Martín, burilada por el escultor celonino Lluís Montané.
- La capilla de San Ponce (restaurada recientemente) formaba parte del antiguo hospital de leprosos de la ciudad. Tiene una sola nave y varios contrafuertes exteriores. De estilo románico, data de finales del siglo XII.
- San Martín de Pertegaz, en el parque de la Rectoría Vella, corresponde a la antigua parroquia que dio el nombre en la ciudad. Actualmente podemos ver la ampliación que se hizo en el siglo XIV y de la primitiva, solo quedan la nave central con la vuelta de cañón de arco puntuado. Al lado de San Martín, dentro de los límites del parque de la Rectoría Vieja, encontramos un edificio, que ahora ejerce funciones de local de exposiciones y conferencias: un importante centro cultural de Sant Celoni. Este edificio es una rectoría, un tipo de casal gótico del siglo XV con patio interior diseñado inicialmente para las estancias de los sacerdotes y del rector de San Martín.
- La casa consistorial de la ciudad está situado en la plaza de la Villa. Destaca su torre con un campanario de hierro y su decoración, hecha de ladrillos. La plaza de la Vila ha sido remodelada recientemente y se ha hecho exclusivamente de uso peatonal. También encontramos el edificio de Can Ramis, donde se organizan muchas exposiciones y encuentros culturales.

## Cultura
Hay que destacar los tradicionales Ball de Gitanes que se celebran cada año a la ciudad y que son grande atractivo para los visitantes.
La fiesta mayor de Sant Celoni se celebra al principio de septiembre y a mediados de noviembre (fiestas de San Martín) y hace unos años que se la conoce en toda la comarca del Vallés Oriental y más allá.